# Виноград (журнал)
«Виноград» — российский православный журнал, посвящённый воспитанию детей, внутрисемейным отношениям, образованию и культуре, издававшийся в 2005—2018 гг. Журнал ориентируется на традиционные ценности с упором на русское православие: «читатели „Винограда“ — люди, для которых семейные ценности и культурные традиции являются основополагающими понятиями». Слоган: «Виноград. Зрелые мысли о семье и воспитании».

## История
В 1990-е годы вокруг катехизатора Псково-Печерского монастыря иеромонаха Августина (Заярного) сложилась группа педагогов, которые создали Печорское православное педагогическое общество, которое с января 2000 года стало издавать православный педагогический журнал «Глаголъ»: «мы создали педагогическое общество, зарегистрированное как общественная организация, а потом стали издавать журнал, который выходил приблизительно 3 раза в год». Начиная с № 9, издательство журнала являлось совместным проектом Печорских педагогов, а также педагогов и учёных — членов межрегиональной общественной организации «Родители, педагоги, учёные за нравственную традиционную Российскую школу».
В 2005 году вместо журнала «Глаголъ» решено было издавать журнал «Виноград». Своё благословение новому изданию дал архимандрит Иоанн (Крестьянкин). 15 июля 2005 года журнал получил регистрацию в Комитете РФ по печати. Первый номер журнала вышел в октябре того же года ко дню учителя. По сравнению с «Глаголом» журнал стал толще на 20 страниц. Особое внимание стало уделяться качеству и количеству фотографий и рисунков.
Презентация журнала состоялась 2 февраля 2006 года в Храме Христа Спасителя в Москве, в рамках XIV Международных Рождественских образовательных чтений и фестиваля «Духовной культуры».
В январе 2007 года на заседании Клуба православных журналистов в рамках XV Рождественских образовательных чтений журнал был признан лучшим образовательным изданием 2006 года.
Начиная с номера за ноябрь-декабрь 2009 года журнал изменил свою направленность, став позиционировать себя как издание для родителей и больше внимания уделять не только вопросам воспитания, но и внутрисемейным отношениям.
15 декабря 2010 года журнал был одобрен Синодальным информационным отделом Русской православной церкви.
В феврале 2011 года открылся официальный сайт православного журнала для родителей «Виноград». На сайте представлен полный архив номеров, начиная с 2005 года. Для удобства читателей все материалы, опубликованные в этот период, распределены по четырём разделам: воспитание, семья, образование, искусство. Свежий номер можно просматривать и во flash-версии. При этом доступ к последним трём номерам был уже платным: для оплаты можно было использовать пластиковые карты, электронные деньги или sms.
В декабре 2017 года у журнала внезапно возникли финансовые трудности. Последним вышел номер за февраль-март 2018 года, ставший 81-м за время издания журнала. Вышедшие ранее номера доступны в мобильных приложениях.